# Ehud Hrushovski
Ehud Hrushovski (hebr. אהוד הרושובסקי; ur. w 1959 w Izraelu) – izraelski logik matematyczny, laureat Nagrody Shawa w dziedzinie matematyki z 2022 roku.

## Życiorys
Urodził się w 1959 roku w Izraelu. W 1982 roku ukończył studia na Uniwersytecie Kalifornijskim w Berkeley, tam też cztery lata później uzyskał doktorat (promotorem jego rozprawy zatytułowanej Contributions to Stable Model Theory był Leo Harrington).
Po doktoracie przez rok pracował na Uniwersytecie Rutgersa, po czym spędził rok na Uniwersytecie Princeton. Od roku 1988 do 1994 był zatrudniony w Massachusetts Institute of Technology, a w latach 1994–2017 był profesorem na Uniwersytecie Hebrajskim w Jerozolimie. Od 2017 roku jest profesorem Uniwersytetu Oksfordzkiego.
Wypromował 7 doktorów.

## Publikacje i osiągnięcia
Autor około 100 artykułów. Swoje prace publikował m.in. w „Journal of Symbolic Logic”, „Transactions of the American Mathematical Society”, „Duke Mathematical Journal”, „Journal of the European Mathematical Society”, „Journal für die Reine und Angewandte Mathematik” oraz najbardziej prestiżowych czasopismach matematycznych świata: „Annals of Mathematics” i „Journal of the American Mathematical Society".
Nagrodę Shawa otrzymał razem z Nogą Alonem za ich niezwykły wkład w matematykę dyskretną i teorię modeli w połączeniu zwłaszcza z geometrią algebraiczną, topologią i informatyką.

## Wyróżnienia
Hrushovski był wielokrotnie nagradzany. Otrzymał m.in.:
- 2022 – Nagrodę Shawa w dziedzinie matematyki[2]
- 2019 – Heinz Hopf Prize[6]
- 2004 – Michael Bruno Memorial Award[3]
- 1998 – Karp Prize (nagroda Association for Symbolic Logic(inne języki))[7]
- 1994 – Erdős Prize(inne języki) (nagroda Izraelskiej Uni Matematycznej(inne języki), ustanowiona w 1977 roku przez Paula Erdősa dla upamiętnienia jego rodziców i przyznawana młodym matematykom izraelskim)[8]
- 1993 – Karp Prize[7]

W roku 1990 był prelegentem sekcyjnym, a w 1998 plenarnym na Międzynarodowym Kongresie Matematyków.
W 2011 roku uzyskał prestiżowy ERC Advanced Grant na lata 2012–2017.
Jest członkiem Amerykańskiej Akademii Sztuk i Nauk (od 2007 roku), Israel Academy of Sciences and Humanities (od 2008 roku), Academia Europaea (od 2018 roku) i Royal Society (od 2020 roku). 